# アンジェラ (曲)
「アンジェラ」は、山崎まさよし通算21枚目のシングル。2006年5月17日発売。発売元はユニバーサルミュージック。

## 解説
ジャケット写真が異なる、初回限定盤と通常盤の2種類の形態で発売されたシングル盤。初回限定盤には、紙ジャケット仕様、エンハンスドCD、スクリーンセーバー、期間限定特設サイト（2006年5月16日 - 2006年5月31日）などの特典がある。シングル・アルバムを通じて紙ジャケットで発売されたのは初めてとなった。
表題曲「アンジェラ」は、リュック・ベッソン監督の映画『アンジェラ』のオマージュ・ソング。来日した監督に、山崎が花束を贈呈するシーンがテレビなどで流れた。
3曲目は、ユースケ・サンタマリアと友近が出演した映画『酒井家のしあわせ』で使用されたナンバー。インストゥルメンタル作品。
CDジャケット写真は、ファンクラブ会員が選ぶ「好きなジャケット写真〜シングル部門」の2位を獲得した（会報第127号）。珍しく、髭を生やしたショットが特徴。また、東京湾ベイエリアの倉庫街で撮影されたミュージック・ビデオが、7枚目のアルバム『ADDRESS』（2006年6月28日）の初回限定盤DVDに収録されている。

## 収録曲
1. アンジェラ（4:22）
  - 作詞・作曲・編曲: 山崎将義

アスミック・エース配給映画『アンジェラ』オマージュ・ソング
2. long yesterday（3:13）
  - 作詞・作曲・編曲: 山崎将義

テレビ朝日『生きる×2』テーマ曲
3. mud skiffle track XV（酒井家の音楽）（3:14）
  - 作曲・編曲: 山崎将義

映画『酒井家のしあわせ』テーマ。シングルのカップリング曲で恒例となっていた「mud skiffle track」シリーズ最後の楽曲。
4. アンジェラ（instrumental）

## 演奏
アンジェラ
- 山崎まさよし：Vocal, All Instruments, Produce
- 中村キタロー：Bass
- 小田原豊：Drums

long yesterday 
- 山崎まさよし：Vocal, All Instruments, Produce

mud skiffle track XV (酒井家の音楽)
- 山崎まさよし：Vocal, All Instruments, Produce
- 藤井珠緒：Marimba
- 間宮工：Mandolin
- Dr.kyOn：Accordion
- 大野由美子：Steal Drum

## 収録作品
- アンジェラ

ADDRESS
BLUE PERIOD -Complete SOUND+VISION PACKAGE-
- long yesterday

アルバム未収録
- mud skiffle track

アルバム未収録